# Rheum alexandrae
Rheum alexandrae là một loài thực vật có hoa trong họ Rau răm. Loài này được Batalin miêu tả khoa học đầu tiên năm 1894.